# Charles Robert Sykes
Charles Robert Sykes (im Englischen: Charles Robinson Sykes; * 18. Dezember 1875 in Brotton, heute Redcar and Cleveland; † 6. Juni 1950) war ein englischer Bildhauer, der durch den Entwurf der Figur Spirit of Ecstasy, welche auf dem Kühlergrill von Autos der Marke Rolls-Royce angebracht ist, Berühmtheit erlangte. 
Hinter der Spirit of Ecstasy, auch „Emily“, „Silver Lady“ oder „Flying Lady“ genannt, steckt die heimliche Geliebte und Sekretärin von John Walter Edward Douglas-Scott-Montagu (zweiter Lord Montagu of Beaulieu nach 1905, Pionier der automobilen Fortbewegung und Redakteur der Zeitschrift The Car von 1902), Eleanor Velasco Thornton.
Sykes wurde von Lord Montagu beauftragt, ihm für seinen 1909er Rolls-Royce Silver Ghost eine spezielle Figur zu entwerfen. So modellierte er eine kleine Statue einer jungen Frau in einem flatternden Kleid, welche ihren Zeigefinger auf ihre Lippen legt. Diese nannte er „The Whisper“. Sie ist bis heute ein Unikat des Rolls-Royce der Familie Montagu. Mittlerweile wird diese Statue im National Motor Museum in Beaulieu ausgestellt.
Außerdem war Sykes als Illustrator unter dem Pseudonym „Rilette“ tätig. Seine Werke erschienen auf vielen Covern der Zeitschrift Woman, publiziert von Hutchinson. Zusätzlich war er an vielen Werbekampagnen beteiligt, vor allem für de Reszke cigarettes.